# Placidus Nkalanga
Placidus Gervasius Nkalanga OSB (ur. 19 czerwca 1919 w Ruti, zm. 18 grudnia 2015) – tanzański duchowny katolicki, benedyktyn, biskup pomocniczy Bukoba 1961-1966, administrator apostolski Kabale 1966-1969 i biskup diecezjalny Bukoba 1969-1973.

## Życiorys
Święcenia kapłańskie otrzymał 15 lipca 1950.
18 kwietnia 1961 papież Jan XXIII mianował go biskupem pomocniczym Bukoba. 21 maja tego samego roku z rąk papieża Jana XXIII przyjął sakrę biskupią. W latach 1966–1969 administrator apostolski Kabale. Od 6 marca 1969 objął obowiązki biskupa diecezjalnego Bukoba. 26 listopada 1973 na ręce papieża Pawła VI złożył rezygnację z zajmowanej funkcji. 8 grudnia 1984 złożył śluby wieczyste w zakonie benedyktynów. 
Zmarł 18 grudnia 2015.